# Edmond Roudnitska (Leichtathlet)
Edmond Pierre Felix Roudnitska (* 26. Juni 1931 in Argenteuil; † 31. Januar 2023 in Paris) war ein französischer Leichtathlet.

## Familie
Roudnitska gleichnamiger Vater und sein Bruder Michel waren Parfümeure.

## Karriere
Edmond Roudnitska erreichte bei den Olympischen Sommerspielen 1952 das Halbfinale im Wettkampf über 110 m Hürden. Zwei Jahre später Zeit später schied er bei den Europameisterschaften in Bern im Vorlauf des Wettkampfs über 110 m Hürden aus. Es folgten zwei weitere Olympiateilnahmen in Melbourne 1956 sowie in Rom 1960.